# Huyết chiến
Huyết chiến (tiếng Trung: 危城, tiếng Anh: Call of Heroes, Hán-Việt: Nguy thành) là một bộ phim điện ảnh Hồng Kông – Trung Quốc thuộc thể loại hành động – võ thuật – chính kịch công chiếu vào năm 2016 do Trần Mộc Thắng làm đạo diễn, viết kịch bản kiêm đồng sản xuất, với sự tham gia diễn xuất của các diễn viên chính gồm Lưu Thanh Vân, Cổ Thiên Lạc, Bành Vu Yến, Viên Tuyền, Giang Sơ Ảnh và Ngô Kinh. Hồng Kim Bảo là người thực hiện phần chỉ đạo võ thuật cho bộ phim.
Huyết chiến có buổi công chiếu vào ngày 12 tháng 8 năm 2016 tại Hồng Kông, ngày 20 tháng 8 năm 2016 tại Trung Quốc và ngày 7 tháng 10 năm 2016 tại Việt Nam. Được giới chuyên môn đánh giá đa phần là tích cực, tác phẩm được đề cử ở hạng mục Chỉ đạo võ thuật xuất sắc nhất tại giải thưởng điện ảnh Hồng Kông lần thứ 36.

## Nội dung
Lấy bối cảnh vào năm 1914, hai năm sau khi nhà Thanh sụp đổ, các thế lực quân phiệt lợi dụng điều này để tranh nhau giành lãnh địa, gây nên biết bao đau khổ cho người dân. Thiếu soái Tào Thiếu Lân – con trai của thiếu tướng Tào Anh – vì vô cớ giết chết ba người dân vô tội của Phổ thành – trong đó có giáo viên Bạch Linh, nên bị Dương Khắc Nan – thủ lính của đội bảo vệ Phổ thành – bắt nhốt. Khi biết được chuyện này, Trương Diệc – Thượng tá của Tào Thiếu Lân – liền đem quân phiệt đến Phổ thành đòi Khắc Nan nhả hắn ra, bằng không chúng sẽ đe dọa cả Phổ thành.  
Trong lúc đó, Trương Diệc gặp lại sư đệ Mã Phong, người có võ công cao cường, thấy chuyện bất bình ra tay tương trợ. Họ vốn từng là anh em kết nghĩa, nhưng lại có tư tưởng và chí hướng khác một trời một vực. Kể từ đây, một cuộc huyết chiến giữa cường quyền và chính nghĩa nổ ra dữ dội. Sau bao nhiêu cuộc đấu tranh, Thiếu Lân bị người dân và đội quân Phổ thành giết chết, còn Trương Diệc vì tình huynh đệ năm xưa nên đã hi sinh bản thân để giải cứu Mã Phong. Sau khi nghe tin con trai mình đã chết, thiếu tướng Tào Anh liền cho quân phiệt tràn vào thành nhưng bị quân chi viện đánh trả thành công, và hắn đã tử trận. 
Kết phim, người dân ở Phổ thành đã được trở về cuộc sống yên bình như xưa, bản chất của công lý và chính nghĩa về sau cũng được nhiều người chú trọng. Phía đối diện, Mã Phong nói lời từ biệt Khắc Nan và vợ con anh sau khi hoàn thành nhiệm vụ giải cứu Phổ thành, và hứa rằng một ngày nào đó sẽ quay trở lại ghé thăm. Sau đó anh lên ngựa và tiếp tục chuyến phiêu lưu mới cho riêng mình.

## Diễn viên
- Lưu Thanh Vân trong vai Dương Khắc Nan, thủ lĩnh của đội bảo vệ Phổ thành.
- Cổ Thiên Lạc trong vai Tào Thiếu Lân, thiếu soái tàn bạo và là con trai của thiếu tướng Tào Anh.
- Bành Vu Yến trong vai Mã Phong, một hiệp khách và là cao thủ võ công cao cường, từng là người em kết nghĩa với Trương Diệc.
- Viên Tuyền trong vai Châu Tố Tố, đội phó của đội bảo vệ Phổ thành và là vợ của Dương Khắc Nan.
- Giang Sơ Ảnh trong vai Bạch Linh, một nữ giáo viên đến từ thành Thạch Đầu và là một trong ba nạn nhân bị Tào Thiếu Lân ám sát.
- Ngô Kinh trong vai Trương Diệc, cao thủ võ công hiện đang làm phò tá của Tào Thiếu Lân. Anh cũng từng là người anh kết nghĩa với Mã Phong.
- Liêu Khải Trí trong vai Lưu Giáp Trường, người bạn già của Khắc Nan và là thành viên của đội bảo vệ Phổ thành.
- Ngô Đình Diệp trong vai Thẩm Điện, cấp dưới của Tào Thiếu Lân và Trương Diệc.
- Hồng Thiên Chiếu trong vai Trương Võ, một trong những thành viên nổi bật của đội bảo vệ Phổ thành.
- Khương Hạo Văn trong vai Lý Thiết Ngưu, chủ quán tiệm mì ở Phổ thành và là anh họ của Bạch Linh. Ông cũng là một trong ba nạn nhân bị Tào Thiếu Lân ám sát.
- Thích Hành Vũ trong vai Vương Uy Hổ, tên cướp ở Phổ thành luôn cướp công người khác và là người luôn gây sự với Khắc Nan.[4]

Ngoài ra, Hồng Kim Bảo có xuất hiện trong phim với vai diễn khách mời là một thiếu tướng trên lưng ngựa, nhưng phân cảnh của ông sau này đã bị loại bỏ.

## Sản xuất
Bộ phim được sản xuất với kinh phí 32 triệu USD (hơn 202 triệu RMB), được Trần Mộc Thắng giới thiệu lần đầu tại Hội chợ Điện ảnh Hồng Kông vào tháng 3 năm 2015, với tựa đề lúc đầu là Nguy thành tiêm bá. Phim chính thức bấm máy vào tháng 6 năm 2015 và đóng máy vào cuối tháng 10 cùng năm.
Buổi họp báo ra mắt phim được tổ chức tại Khu du lịch Kha Nham, thành phố Thiệu Hưng, tỉnh Chiết Giang, vào ngày 17 tháng 6 năm 2016, với sự tham gia của Trần Mộc Thắng, Hồng Kim Bảo, và dàn diễn viên trong phim. Phim sau này được đổi tên là Huyết chiến.

## Đón nhận
Phim thu về 13,6 triệu RMB trong tuần đầu công chiếu tại Trung Quốc. Chỉ sau một tuần công chiếu, phim thu về tổng cộng 167,4 triệu RMB tại phòng vé Trung Quốc.